# الغياب (فلم)
الغياب (بالفرنسية: L'Absence) هو فيلم درامي سنغالي صدر عام 2009.

## القصّة
بعد أن أنهى دراسته التي استمرّت لـ 15 عامًاـ هرع أداما وهو شابٌ متعدد المواهب إلى السنغال موطنه عندما تلقى برقية تُفيد بأن جدته مريضة جدًا. أدَّت إقامته القصيرة إلى إحياء دراما عائلية كانت تبدو منسية. يعكسُ الفيلم تجربة المخرجة ماما كيتا مع الطلاب الأفارقة الذين يدرسون في الخارج ويرغبون في لعبِ دور «المتفرّج» على الفقر والعنف في إفريقيا.

## الجوائز
عُرض الفيلم في المهرجان الأفريقي للسينما والتلفزيون في واغادوغو عام 2009.

## روابط خارحية
- الغياب  في قاعدة بيانات الأفلام على الإنترنت (بالإنجليزية)